# 推理の星くん
『推理の星くん』（すいりのほしくん）は、原案：立神サチ子、漫画：せいの奈々による日本の推理漫画。『月刊コロコロコミック』（小学館）に2005年12月号から2008年9月号まで連載された。

## 概要
路地裏に天童探偵事務所を構える主人公、天童星がいろいろな事件を解決し、犯人を追うストーリー。当初は読み切り作品だったが、予想以上の人気が出たため本格連載となった。
前半は大怪盗「トリックスター」を捕まえるというストーリー、後半ではトランプ兄弟に拐われたライデンの飼い主「クラウディア」を追い、天才少女の謎を解くという2部構成になっている。
また、星と月子は『怪盗ジョーカー』でゲスト出演もしている。

## 登場人物

### 主要人物
天童 星（てんどう ほし）
本作の主人公。探偵事務所を開いている少年。坊主頭に星型のハゲがあるのが特徴で、瞳の光（ハイライト）は星型であるが、推理がまとまった時は頭の星形のハゲを指で押さえながら「ピカンときたぜぇーーー!!」と叫び、腹が立った時は「カチンときたぜー!!」と言い、偉くすごいことを思いついた時は「ビカンときたぜーーーーーー!!」と言って頭全体が光る。また、優秀な推理力を持つが、反面漢字や計算（言ってみれば勉強）は全く出来ず、月子に劣っている。

兎野 月子（うの つきこ）
天童探偵事務所の手伝いをしている少女。三日月の形をしたポニーテールが特徴で、瞳の光（ハイライト）は下が三日月の形をしている。星の悪ふざけに対してはしばしば制裁する。2度も人質にされたトラウマから、天童タネの試練では間違った扉を選んだ時の発言に緊張している。また、ドジで未熟な面も多いが、天童タネの試練の影響から星ほどではないながらもかなりの推理力を発揮しており、また計算や漢字の実力は星を上回っている。近所のおじさんに実の祖父を殺した濡れ衣を着せられ、辿り着いた「天童探偵事務所」に逃げ込むが、そこで星に無実を証明してもらい、それ以降はお礼も兼ねて星の捜査を手伝うようになる。

### 「トリックスター編」での登場人物
新田 熊男（にった くまお）
星の知り合いである警察官（階級は巡査）。犯人を一撃で気絶させたり、大岩を持ち上げるなどの怪力を誇る。初登場時は星が乗った新幹線で、事件が起こった際に大騒ぎになっていたにも関わらずにずっと寝ていた。最終的に月子が犯人目掛けて咄嗟に投げつけた星の荷物にぶつかったことで目を覚まし、犯人が自分を起こしたと勘違いして手錠を掛けつつ殴り飛ばした。中盤では太陽とトリックスターの行方を捜すためにトリックスターの部下に成り済ましてオリオンというコードネームで潜入しており、後にその事を知った星達と一緒に行動していたが、第27話で別れた。その後、しばらく出番がないままライデンと交代という形になったが、最終回で登場を果たす。
天童 太陽（てんどう たいよう）
星の父親で、敏腕刑事。度胸があり、それなりに恐れない心を持っているが、反面絵がめちゃくちゃ下手で彼が残した暗号は非常に難易度が高い。また、警察では新田巡査を始めとした皆に尊敬されていたが、同僚である亀田勤だけからは嫌われていた。父であるトリックスターと組んでブラックナイフ率いるダークマターを誘き出すことには成功したが、手錠を力尽くで外したブラックナイフに刺殺された。
大怪盗トリックスター
世界的に有名な大怪盗で、星の祖父でもある。息子の太陽とはよく喧嘩をしていた。星を鍛えるために、手下を多数従えている。本名は「天童 光」（てんどう ひかり）。怪盗になる前は犯罪心理学者として活動しており、大学で講師をしていた。星達がダークマターを倒した後はブラックナイフにより重傷を負うも無事に完治し、家に戻って妻であるタネと暮らすようになる。
天童 タネ（てんどう たね）
星の祖母で、太陽の母親であり、トリックスターの妻でもある。観察眼に長けており、また星以上の推理力を持っているが、その凄さとは裏腹に星と同様にイタズラ好きといった一面も見せる。
レイン
部下の中で唯一トリックスターの場所を知る少年で、町の中にあるアジトのボス。「命がけのゲームで負けたことがない」と自称するほどの強運を持っており、ポーカーで「ロイヤルストレートフラッシュ」を20回連続で出したこともある。毒入りの紅茶を混ぜたロシアンルーレット式のゲームで星に挑むが、推理で勝とうとする星に敗れ、最後の自分が仕込んだ毒入り紅茶を素直に飲んだ（本人曰く「負けは、負けだ」とのことである）後は再び出て来そうなセリフを残してどこかに消えた。その後は第16話（ブラックナイフ戦）の1コマに再登場し、ダークマターが投げたナイフの攻撃から星を助け、彼に対してブラックナイフとケリを付けるように促した。その後、カジノでも登場し、星とコイントスで勝負したが、持ち前の強運で全勝することと引き換えに星にその強運を利用された。その後は幼い頃に孤児としてストーム博士の研究所でクラウディアと一緒に住んでいたことや彼女が自分の双子の妹であることを明かした。
ブラックナイフ
強盗殺人集団「ダークマター」のボスで、星の父親である天童太陽を殺害した真犯人。太陽を刺し殺す直前に手錠を力尽くで外したため、両手首に傷がある。本名や国籍は不明。普通の探偵の青年のような容姿をしているが、その本性は残虐で、自分の障害になる者に対しては容赦無く襲い掛かる。少年時代に、武装した警察達をナイフひとつで殺したことがあり、その後も多くの人の命を奪い続けた末にナイフが血で黒くなったことから「ブラックナイフ」という異名が付いていた。自身が持つナイフは手下である鑑定士曰く「国宝級」と称されている。また、右手で相手の視界を遮って盲点を生み出してからナイフで刺すといった特技を持っている。その際、相手にはナイフを持っている手が消えたように見える。かつてトリックスターと太陽の策に嵌まって誘き寄せられて太陽に逮捕されるが、拘束を解いて太陽を殺害する。その後、過去の復讐のためにブラックナイフ曰く「トリックスターにとって一番大事な宝」である星を狙うが、星の推理によってナイフ術のトリックを見破られたことで素直に降参し、最終的には警察に逮捕された。
4人のエキスパート
ブラックナイフの手下。4人それぞれが推理小説家、格闘家、マジシャン、鑑定士として社会に溶け込んでいる。かつてトリックスターによってダークマターのメンバーであることが見破られ、太陽によって逮捕されそうになったことがある。その後、再びブラックナイフと共にトリックスターの前に現れ、星達の前に立ち塞がるが、ブラックナイフが降参した後は彼と共に警察に逮捕された。

### 「クラウディア編」での登場人物
ライデン
ドイツ生まれの犬だが、正体は「天才を作り出す音波」の実験動物である。IQ180という高い知能を持っており、高額な報酬と引き換えにどんな難しい依頼をもこなしている。また、推理がまとまった時は頭の雷マークのような部分に雷が走り、犬語で「さぁて、バチバチいくかぁ!」と言っている。実験動物となった後は天才の頭脳を発揮できるようになるが、クラウディアが起こした事件を知り、独自に真相を追いかける一方で、自身の持つペンダント（マイクロチップ）を狙うトランプ兄弟に追われることとなる。その後、出会った星達と行動を共にし、様々な出来事を経てクラウディアを改心させるに至った。事件解決後は普通の犬に戻ってクラウディアと一緒に暮らすようになり、後にトランプ一家に入った（コードネームはババ）。
クラウディア
ライデンの飼い主であるドイツ人の少女。月子と容姿や体型共にそっくりだが、月子と異なって瞳の光（ハイライト）が雲の形をしている事や髪の毛に巻き癖がある（月子に変装した際も後ろ髪の巻きは取れず、結局は星に変装だと見破られるきっかけにもなっている）ところが異なっている。急に家を飛び出し日本にやって来たらしいが、その後トランプ兄弟に攫われる。レインの双子の妹であり彼とは幼い頃にストーム博士の研究所で暮らしており、彼の科学で人を天才にするという実験の実験体にされたが、後に博士に対する誤解から全てを憎むと同時に性格も変わってしまい、以降は博士が生み出した天才の音波「天上のメロディー」で人類を天才にしようと目論むようになる。その後、トランプ兄弟騒動の首謀者として暗躍し、ライデンが持つペンダント（正体はマイクロチップ）を狙うが、後にクロモモを利用して粉塵爆発を起こし、月子に変装してマイクロチップを持って立ち去る。その後は様々な形で星達と対峙を繰り広げていくが、最終的にはストーム博士の真意（博士が行っていた研究は科学で天才を作り出すのではなく脳波が弱まっていて命が危ういクラウディアを救うための研究であったこと）を知って改心した。事件解決後は元の犬に戻ったライデンと一緒に暮らすようになり、後にライデンと同様にトランプ一家に加わった（コードネームはモモ）。
クロモモ
トランプ兄弟のボスで、ストーム博士の元お茶くみロボット。クラウディアにマイクロチップを渡すためにミツパやカク、更には星やライデンを利用しており、クラウディアと共にカジノを去る際には大量の小麦粉を撒いて粉塵爆発によってカジノを爆破させようと目論むが、星達の機転により失敗に終わる。その後、船上において星達と対峙するが、星とのトランプ対決に敗北後は星達をサポートし、クラウディアの計画を止めるために尽力した。
ミツパ、カク
トランプ兄弟の弟分の2人。ミツパは金勘定に慣れているために計算が得意で、カクは中国人のクォーター（祖父が中国人であることから）であるために漢字が得意。またミツパは体重は100kgで、カクは60kgである。最初は星達と対峙していたが、後に自分達を裏切ったクロモモの真意を探るために星に協力する。

### サブキャラクター
亀田 勤（かめだ つとむ）
警察署殺人課の刑事。タチが悪く、犯人逮捕よりも自分の手柄だけを優先しているようで、後術の山彦金太郎の脱走を新田に抑えられた時には「横取りするな」と怒鳴っていた。また、星の父親である太陽とは仲が悪かったようで、今でも「太陽のせいでまさにオレは日影の存在よ!」と語っていた。第1話で濡れ衣を着せられたとはいえ月子を犯人扱いしたが、直後に星によって先に事件を解決されてしまい、それが原因で手柄を取られたとして降格されてしまう。その後、第10話で久々に登場し、前述の事を淡々と語ったが、最終話では無愛想な態度のまま記念撮影に映る。
焔 盗作（ほむら とうさく）
自称「トリックスターの部下」。着ている服装などはトリックスターの部下の物だと思えるような物ではなく、第27話でトリックスターの部下が全員集合した際にも彼は出て来なかった。新田に逮捕された。
山彦 金太郎（やまびこ きんたろう）
25回も脱走を繰り返している犯罪者。毎回逃げ切れずに終わっている。
ZOOマスター
トリックスターの部下。動物を催眠術で操ることができる。星に手加減したためにトリックスターによって奈落の底に落とされたが、アジトにて見回り（雑用係）として再登場した。その後、捕まったままの星と月子を尻目に威張っていたが、最終的には星の策に嵌まって脱獄を許してしまう。
ミスターCLOCK（クロック）&ミスターFLOCK（フロック）
トリックスターの部下の双子。チクタクストップで目を晦ませて姿を消すように見せることができる（実際は双子であることを利用し、二人一役を演じただけのトリックである）。星が持っている父の手紙を奪おうとしたが、誤って偽物を奪ってしまい、口論を広げた。その後、ダークマター戦において再び登場し、星を先に行かせるためにダークマターの足止めを行った。
ストロングマスター
トリックスターの部下。西倉井無（くらいむ）町で橋の番人をしており、見た目は商店（貸しボート屋やまんじゅう屋、ラーメン屋）をやっているが、実際はかなりの怪力（巨大な岩を持ち上げたりなど）を持っている。星達にヒントを与え、陰ながら手助けを行った。その後、ダークマター戦において再び登場し、星を再び助けた。
カシオペア
黒ずくめの帽子とマントにカボチャの仮面を被ったトリックスターの部下。レインのアジトのクイズ問題に登場した。
サザンクロス
十字架の帽子と仮面を被ったトリックスターの部下。レインのアジトのクイズ問題に登場した。
ストーム博士
マイクロチップの製作者で、ライデンにチップを託した張本人。クラウディアの脳波が弱っているせいで彼女の命が危ない状態であることを知り、彼女を救うために「天才研究所」で聞けば天才になれるという音波（実際は弱まった脳波を一時的に抑えるための音波）を開発し、更には脳波を完全に治すための研究も続けていたが、その事をクラウディアに隠す余りに彼女に対して誤解を生んでしまい、後に彼女が起こした放火によって研究所を焼かれてしまう。その後、放火から無事に生き延びた後は小さな研究所を設け、再び研究を続けたが、それに熱中しすぎたために体を壊し、そのまま入院してしまう。
五つ子
ヘブンズドアをクリアした五つ子。5人とも顔がそっくりで、好みもクセも同じ一心同体だが、船に酔いやすいのも5人とも同じである。また、英才教育を受けており、天才的な頭脳と美術の才能を難なく発揮できる。星達と対峙し、その頭脳で追い詰めるが、彼らの機転とちょうど船が嵐に遭ったことで敗北する。
スノーフスキー
ストーム博士の助手である35歳の科学者。瞳の光（ハイライト）は雪だるま型で、脳の波長を船の中では最も強く出しており、その脳波はクラウディアも認めるほどである。12歳で大学を卒業し、神童と呼ばれた後は最年少で研究所に入り、やがてはストーム博士の助手となるが、そこで博士の研究を知ったために博士及びクラウディアに対する怒りが芽生え、以降はクラウディアを潰すことを目論むようになる。その後、一人で5台（5人パーティー分）のヘブンズドアをクリアし、船の中では一人で星達と対峙するが、最終的には星の推理の前に敗北する。
黒装束の連中
今までに出てきた人物達。月子の提案（シナリオは天童光）で星にドッキリを仕掛けるのに協力し、最終的には星を新しい探偵事務所に誘導した。

## 舞台
倉井無町
星たちの住む町。警察署などが存在する。
日没島
心霊スポットとして知られている島。7年前に閉鎖された大学があり、ここで太陽は殺された。太陽の死んだ（没した）島ということから日没島と呼ばれるようになった。
遠井町
その名の通り星たちの住む倉井無町からけっこう距離がある町。クラウディアとマイクロチップの交換場所の双子ビルがある。

## 読み切り版
『月刊コロコロコミック』2005年10月号付録『でんぢゃらすじーさん&名探偵たちの謎BOOK』に掲載された、読み切り作品では天童骨董品店となっており、ただ一人の家族の美空ばあさんが怪盗明烏（アケガラス）にさらわれ、取引の品として「黒豹の瞳」（エメラルド）を探すというストーリーになっている（読み切りではトリックスターは死んでいる）。別冊付録で事件編、その次の次号の本誌で解決編の2本で掲載された。この2本の読み切りは後にコミックス第2巻にも収録された。
登場人物
美空ばあさん（みそら）
星の祖母。村一番のぬか漬け名人。一見優しそうだが、時折迷惑を掛ける星にお灸を据えようとするなどの厳しい一面もある。黒豹の瞳（エメラルド）を狙う怪盗アケガラスに攫われて人質にされるが、最後には星に救われる。
新田（にった）
警察官。美空ばあさんのぬか漬けが好物で、仕事中でも普通に食べている。また、美空ばあさんに迷惑を掛けている星に注意を促す事がある。最後の辺りで星に連絡を受けて彼の家でぬか漬けを食べに来ていたところ怪盗アケガラスと遭遇し、最初は知らずにぬか漬けを盗みに来たと勘違いして怪盗アケガラスを取り押さえ、最終的には怪盗アケガラスだと知ると警察に連行した。
怪盗アケガラス
最近出没している怪盗。かつてトリックスターが盗んだ黒豹の瞳（エメラルド）を狙っており、新田に変装して美空ばあさんを攫って人質にした上で星に黒豹の瞳の在処を探すように強要した。その後、星によって黒豹の瞳の在処が明らかになった後は一気に奪い取ろうとしたが、直後に星の連絡を受けてぬか漬けを食べに来ていた新田に取り押さえられ、最終的には警察に連行された。